# Saint-Méloir-des-Bois
Pour les articles homonymes, voir Saint-Méloir.
Saint-Méloir-des-Bois [sɛ̃melwaʁdɛbwa] est une commune française située dans le département des Côtes-d'Armor en région Bretagne. Ce village est labellisé Notre village, Terre d'avenir ainsi que Villes et Villages Fleuris (3 fleurs).
En 2000, la commune a obtenu le Label Communes du Patrimoine Rural de Bretagne pour la richesse de son patrimoine architectural et paysager.

## Géographie
|                                 | Corseul               | Saint-Michel-de-Plélan |
| Bourseul                        | Saint-Méloir-des-Bois | Plélan-le-Petit        |
| Jugon-les-Lacs Commune nouvelle | Mégrit                |                        |

### Hydrographie
Pour un article plus général, voir Réseau hydrographique des Côtes-d'Armor.
La commune est située dans le bassin Loire-Bretagne. Elle est drainée par le Vau Dehy,.
Quatre plans d'eau complètent le réseau hydrographique : la mare aux Canes (0,97 ha), l'étang de Kervallon (0,07 ha), l'étang du Miroir (0,52 ha) et l'étang du Pont des Guets (0,1 ha),.

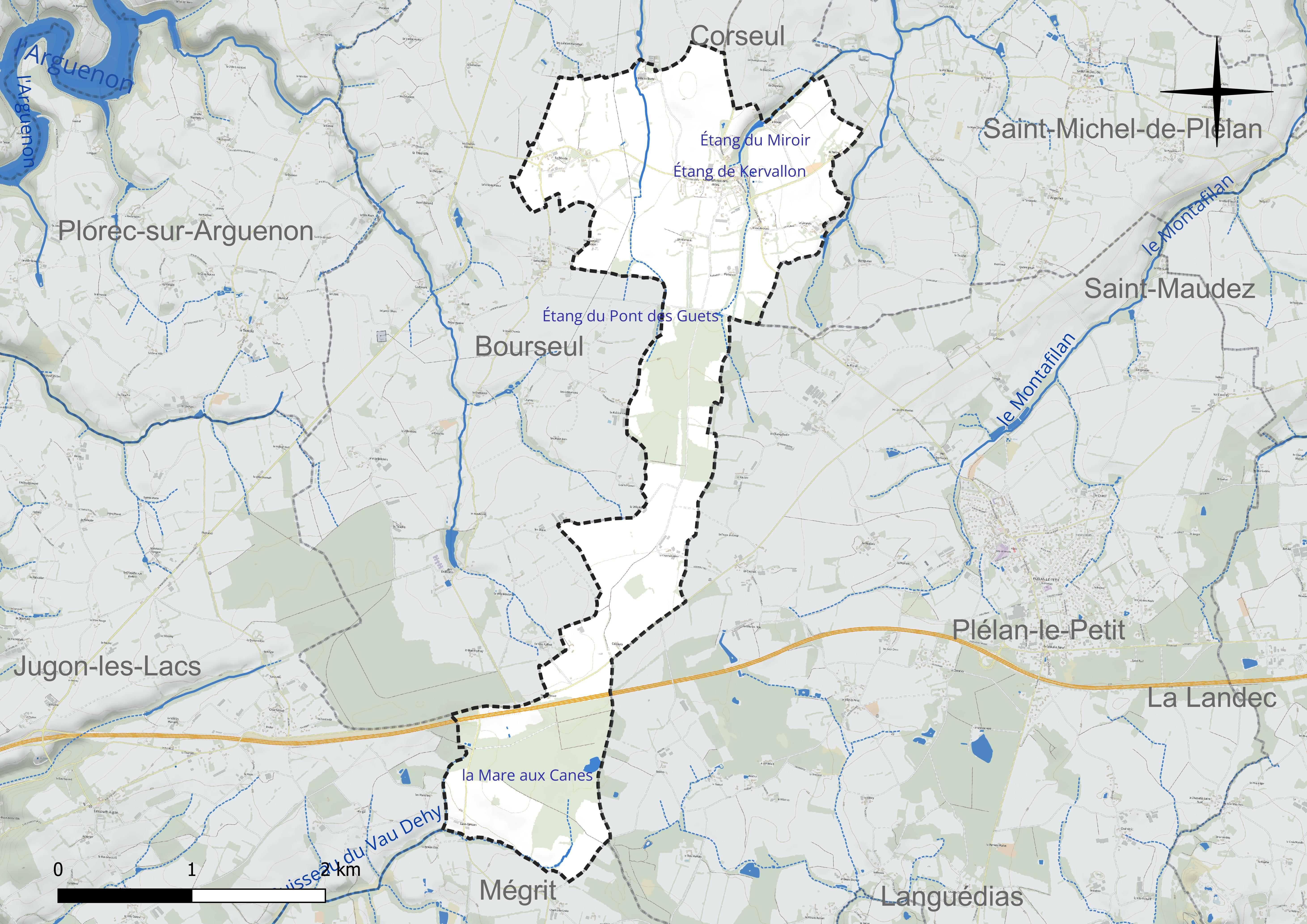
Réseau hydrographique de Saint-Méloir-des-Bois.

### Climat
Pour des articles plus généraux, voir Climat de la Bretagne et Climat des Côtes-d'Armor.
En 2010, le climat de la commune est de type climat océanique franc, selon une étude du CNRS s'appuyant sur une série de données couvrant la période 1971-2000. En 2020, Météo-France publie une typologie des climats de la France métropolitaine dans laquelle la commune est exposée à un climat océanique et est dans une zone de transition entre les régions climatiques « Finistère nord  » et « Bretagne orientale et méridionale, Pays nantais, Vendée ». Parallèlement l'observatoire de l'environnement en Bretagne publie en 2020 un zonage climatique de la région Bretagne, s'appuyant sur des données de Météo-France de 2009. La commune est, selon ce zonage, dans la zone « Intérieur  », exposée à un climat médian, à dominante océanique.  
Pour la période 1971-2000, la température annuelle moyenne est de 11,5 °C, avec  une amplitude thermique annuelle de 11,4 °C. Le cumul annuel moyen de précipitations est de 742 mm, avec 12,4 jours de précipitations en janvier et 6,5 jours en juillet. Pour la période 1991-2020, la température moyenne annuelle observée sur la station météorologique la plus proche, située sur la commune de Quintenic à 15 km à vol d'oiseau, est de 11,6 °C et le cumul annuel moyen de précipitations est de 769,8 mm,. Pour l'avenir, les paramètres climatiques de la commune estimés pour 2050 selon différents scénarios d’émission de gaz à effet de serre sont consultables sur un site dédié publié par Météo-France en novembre 2022.

## Urbanisme

### Typologie
Au 1er janvier 2024, Saint-Méloir-des-Bois est catégorisée commune rurale à habitat dispersé, selon la nouvelle grille communale de densité à 7 niveaux définie par l'Insee en 2022.
Elle est située hors unité urbaine et hors attraction des villes,.

### Occupation des sols
L'occupation des sols de la commune, telle qu'elle ressort de la base de données européenne d’occupation biophysique des sols Corine Land Cover (CLC), est marquée par l'importance des territoires agricoles (79,7 % en 2018), une proportion identique à celle de 1990 (79,7 %). La répartition détaillée en 2018 est la suivante :
terres arables (54,5 %), forêts (20,3 %), prairies (12,7 %), zones agricoles hétérogènes (12,6 %). L'évolution de l’occupation des sols de la commune et de ses infrastructures peut être observée sur les différentes représentations cartographiques du territoire : la carte de Cassini (XVIIIe siècle), la carte d'état-major (1820-1866) et les cartes ou photos aériennes de l'IGN pour la période actuelle (1950 à aujourd'hui).

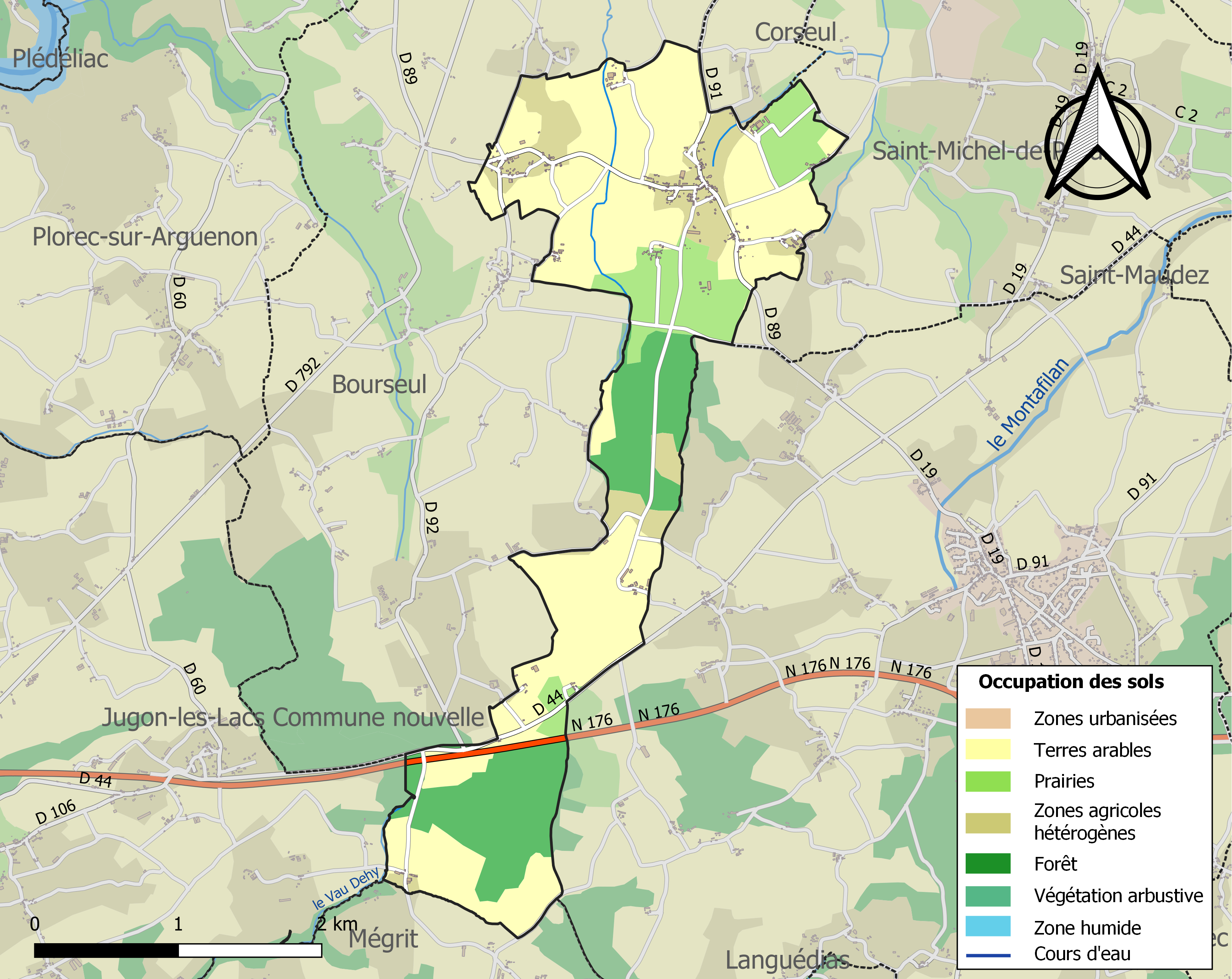
Carte des infrastructures et de l'occupation des sols de la commune en 2018 (CLC).

## Toponymie
La commune tire son nom de saint Méloir[réf. souhaitée].
Le nom de la localité est attesté sous la forme Locum Meloci ou Locum Melori en 1163.
Il est issu de l'anthroponyme breton Melar ou Melaer (Magloire).
Saint-Melai en gallo.
Son nom en breton est Sant-Melar[réf. nécessaire].

## Histoire

### Antiquité
Le village possède plusieurs colonnes et bornes romaines.

### Moyen Âge
La paroisse de Saint-Méloir, enclavée dans l'évêché de Saint-Malo faisait partie du doyenné de Bobital relevant de l'évêché de Dol et était sous le vocable de saint Méloir (prince martyr assassiné à Lanmeur).

### Révolution française
- 1790 : la paroisse (entité religieuse) est érigée en commune.
- Au cours de la Révolution française, la commune, alors nommée Saint-Méloir, porta provisoirement le nom de Méloir-Richaux[19].

### LeXXesiècle

#### Les guerres duXXesiècle
Le monument aux morts porte les noms des 24 soldats morts pour la Patrie :
- 22 sont morts durant la Première Guerre mondiale ;
- 2 sont morts durant la Seconde Guerre mondiale.

## Blason
| Blason de Saint-Méloir-des-Bois | Blason  | Taillé: au 1er de gueules à la borne miliaire romaine, perronnée de deux pièces, d'argent, mouvant de la partition et chargée des inscriptions de sable sur quatre lignes « VICTO RINO PIAVO NIO », au 2e d'or à l'if de sinople; à la barre de gueules chargée de cinq étoiles d'or percées du champ (molettes), ladite barre bordée à dextre d'argent et brochant sur la partition; le tout sommé d'un chef d'hermine. |
| Blason de Saint-Méloir-des-Bois | Détails | Officiel |
| Blason de Saint-Méloir-des-Bois | Alias   | De gueules aux dix molettes d'or ordonnées 4, 3, 2 et 1. |

## Démographie
L'évolution du nombre d'habitants est connue à travers les recensements de la population effectués dans la commune depuis 1793. Pour les communes de moins de 10 000 habitants, une enquête de recensement portant sur toute la population est réalisée tous les cinq ans, les populations de référence des années intermédiaires étant quant à elles estimées par interpolation ou extrapolation. Pour la commune, le premier recensement exhaustif entrant dans le cadre du nouveau dispositif a été réalisé en 2006.

En 2022, la commune comptait 272 habitants, en évolution de +5,84 % par rapport à 2016 (Côtes-d'Armor : +1,78 %, France hors Mayotte : +2,11 %).
| 1793 | 1800 | 1806 | 1821 | 1831 | 1836 | 1841 | 1846 | 1851 |
| ---- | ---- | ---- | ---- | ---- | ---- | ---- | ---- | ---- |
| 243  | 216  | 278  | 283  | 298  | 266  | 246  | 300  | 312  |

| 1856 | 1861 | 1866 | 1872 | 1876 | 1881 | 1886 | 1891 | 1896 |
| ---- | ---- | ---- | ---- | ---- | ---- | ---- | ---- | ---- |
| 307  | 314  | 324  | 308  | 307  | 331  | 335  | 427  | 378  |

| 1901 | 1906 | 1911 | 1921 | 1926 | 1931 | 1936 | 1946 | 1954 |
| ---- | ---- | ---- | ---- | ---- | ---- | ---- | ---- | ---- |
| 404  | 360  | 344  | 320  | 311  | 322  | 306  | 291  | 278  |

| 1962 | 1968 | 1975 | 1982 | 1990 | 1999 | 2006 | 2011 | 2016 |
| ---- | ---- | ---- | ---- | ---- | ---- | ---- | ---- | ---- |
| 263  | 252  | 211  | 216  | 236  | 233  | 266  | 255  | 257  |

| 2021 | 2022 | - | - | - | - | - | - | - |
| ---- | ---- | - | - | - | - | - | - | - |
| 270  | 272  | - | - | - | - | - | - | - |

## Lieux et monuments
- Sites classés
  - Église Saint-Méloir du XIXe siècle (1828).
  - Maître autel (XVIIIe siècle).
  - Statues de saint Pierre et saint Méloir (XVIIe siècle), de la Vierge à l'oiseau du XIVe siècle, classées[25].
  - Croix processionnelle du XVIe siècle.
  - Fonts baptismaux du XIXe siècle. (Les fonts baptismaux en granite sont inscrits monuments historiques au titre d'objet depuis le 14 mai 2002).

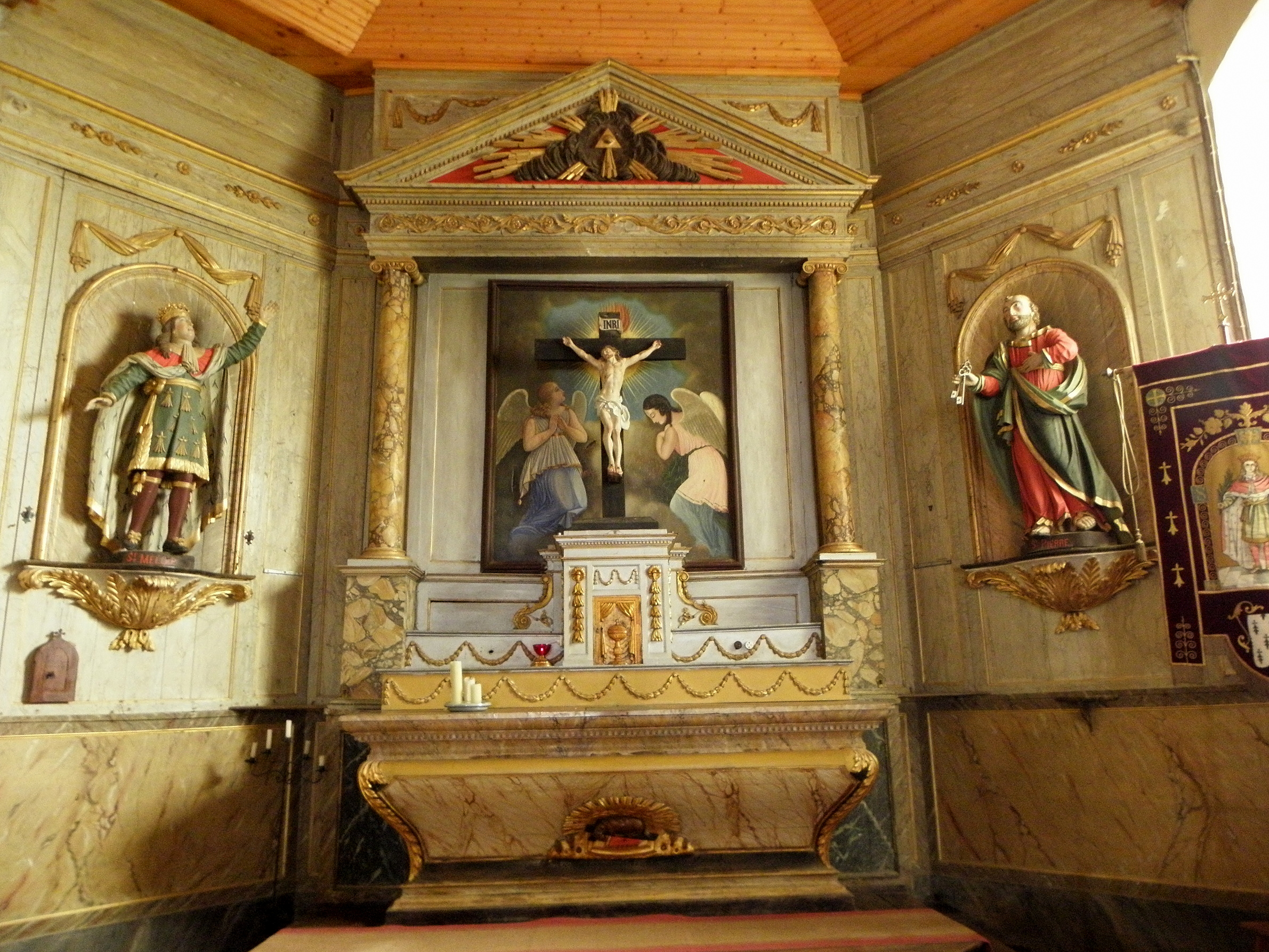
Le maître-autel et les statues Saint-Méloir et Saint-Pierre.
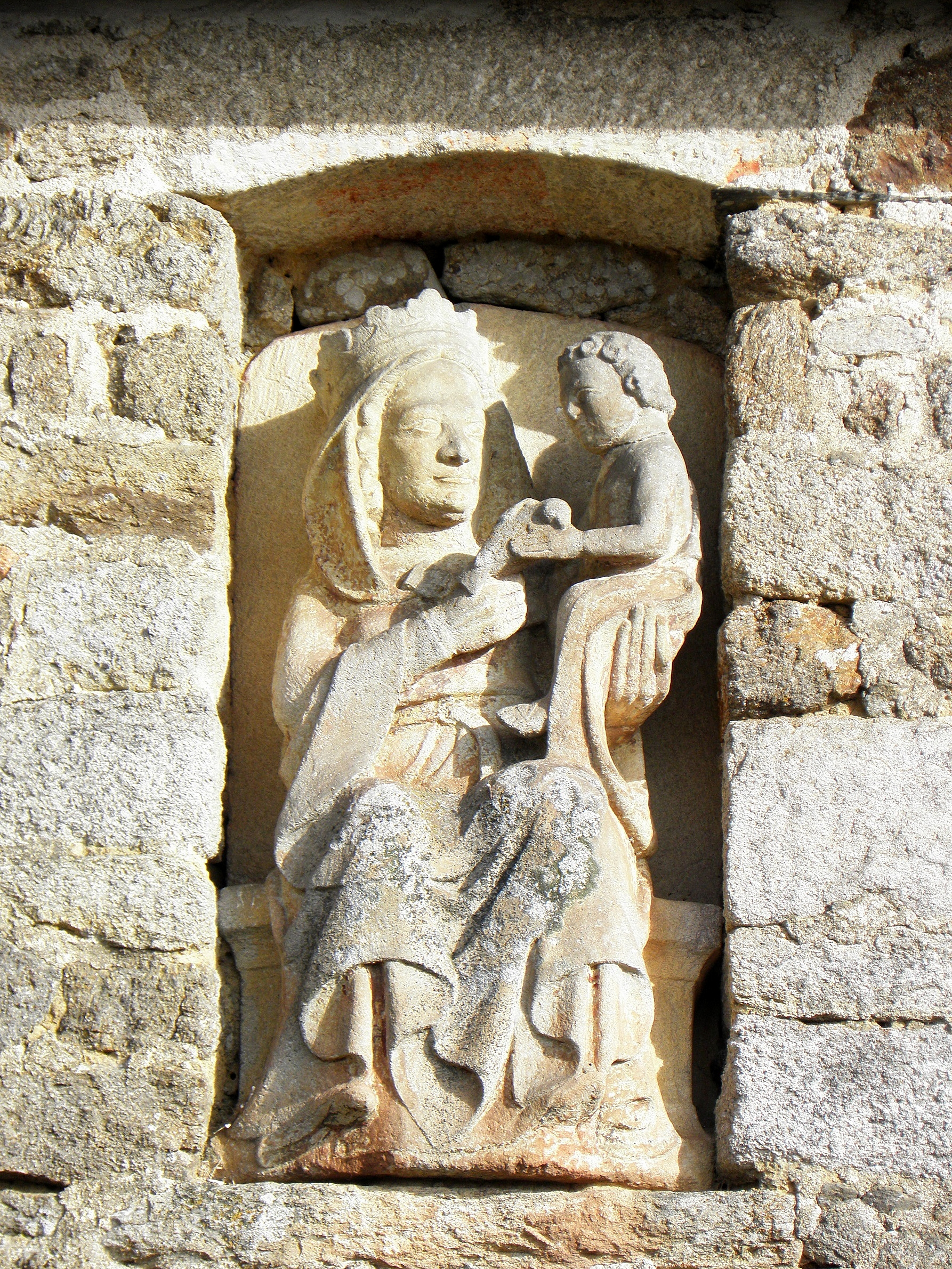
Vierge à l'Enfant et à l'oiseau.
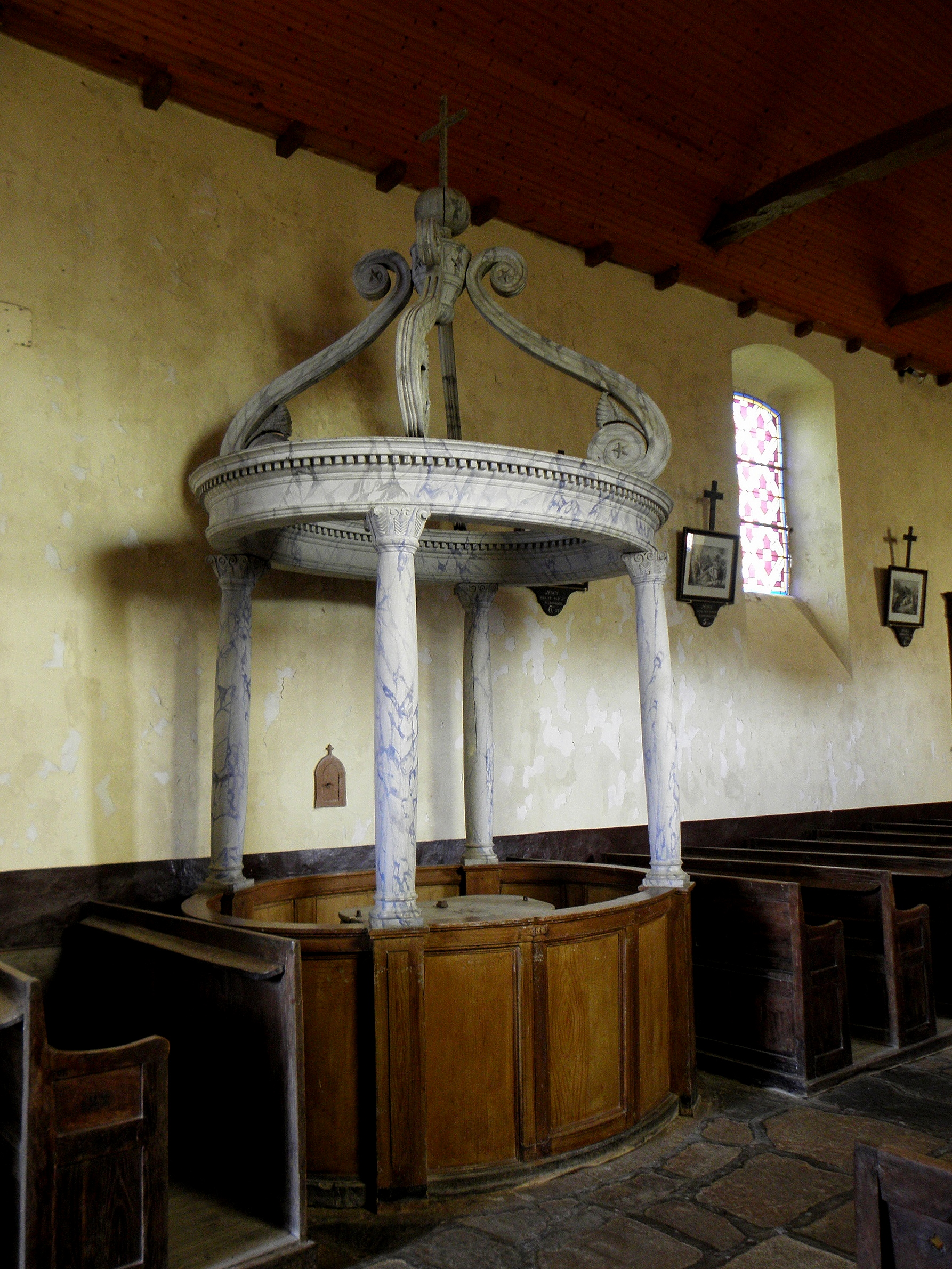
Fonts baptismaux de Saint-Méloir-des-Bois.

- Autres sites
  - Quatre colonnes antiques dont une, milliaire dédiée à l'empereur Victorin (267-268)
  - Manoir du Miroir (privé)
  - Malouinière de la Ville Rue (privé)
  - Jardin botanique du Gouty (Privé)
  - Vallée de l'Église (Travaux en cours, agrandissement du cimetière)
  - Mémorial du Lieutenant Jan Gert Von Tangen

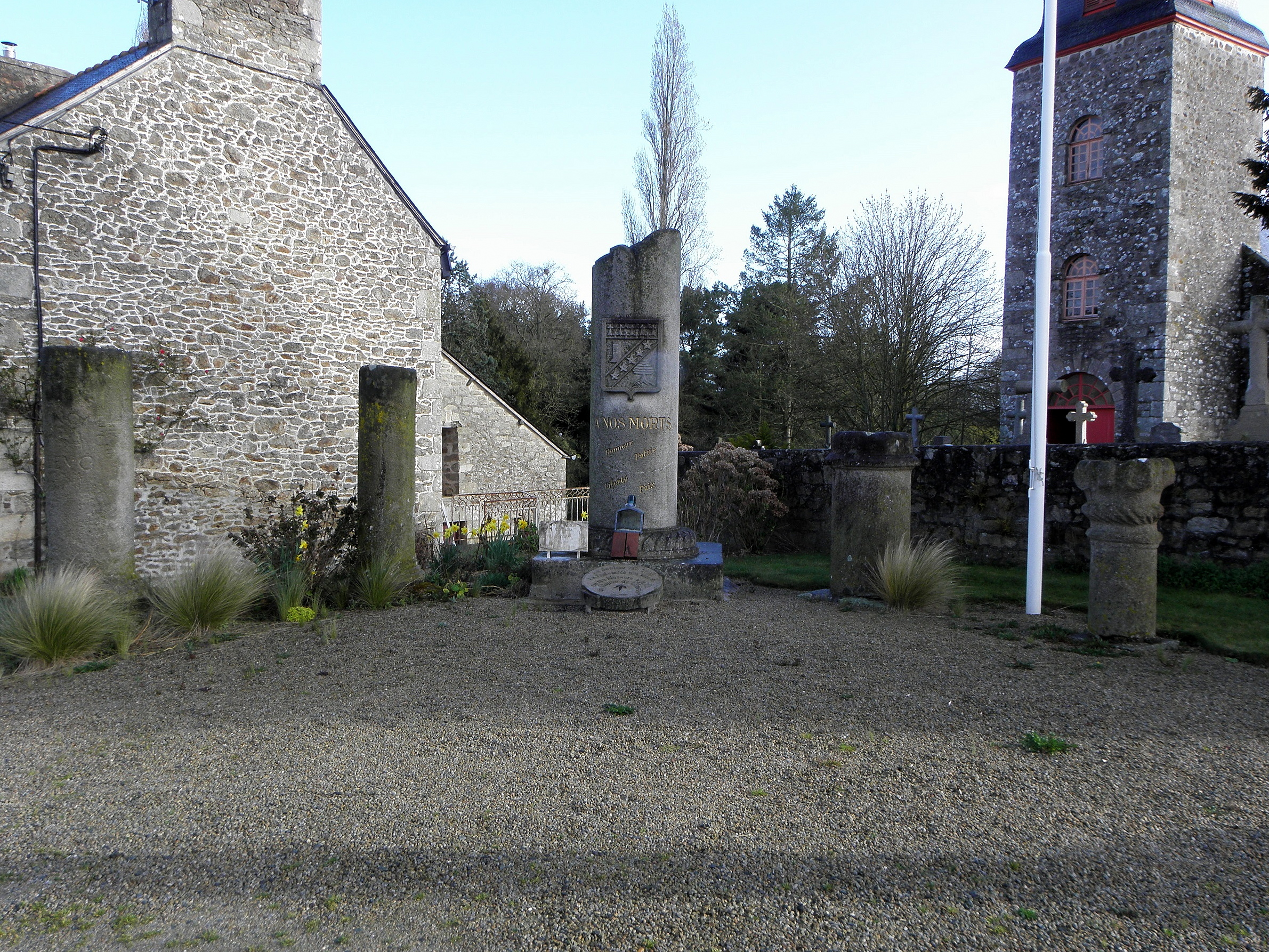
Les trois colonnes antiques et la borne milliaire.
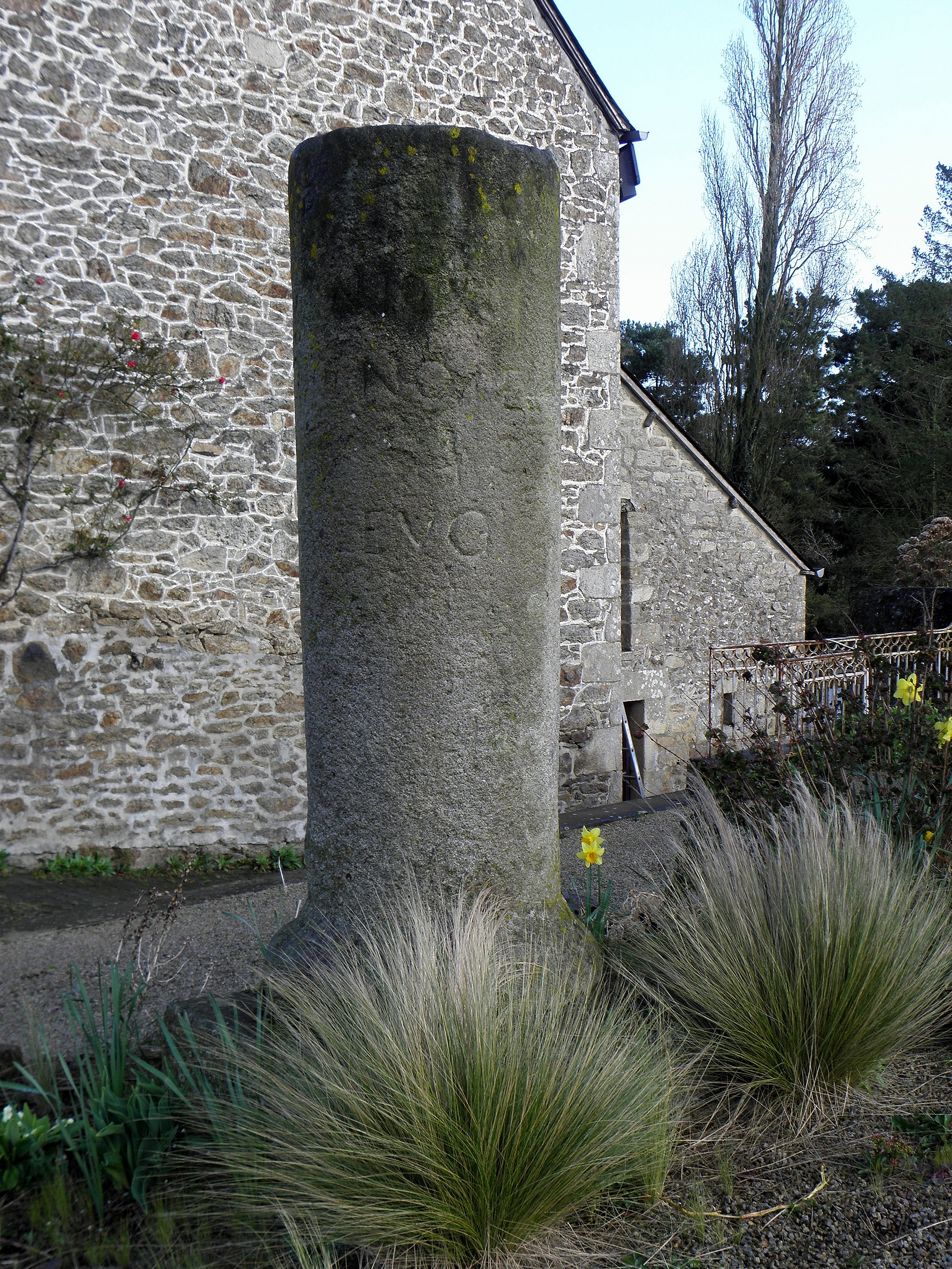
La borne milliaire.

## Le Lieutenant Jan Gert Von Tangen
Au cours de la Seconde Guerre mondiale, le lieutenant Jan Gert Von Tangen, pilote d'avion norvégien volontaire de réserve de la Royal Air Force, appartenant au no 168 squadron de la 2nd  TAC (Force aérienne tactique), est tombé au combat le 31 octobre 1943 dans un champ de la commune, au Bois de Couavra. Sa mission était de photographier le Viaduc de Dinan. Les témoignages de la disparition de ce pilote norvégien sur le territoire de la commune ont été recensées par un habitant de Saint-Méloir-des-Bois, témoin du drame.